# Marcus Brandon
Marcus Brandon là một chính khách từ Greensboro, North Carolina, từng phục vụ tại Hạ viện North Carolina. Một đảng viên Dân chủ, ông đại diện cho quận 60 từ tháng 1 năm 2011 đến cuối năm 2014. Năm 2015, Brandon trở thành giám đốc điều hành của NorthCarolinaCan, một tổ chức vận động và chính sách giáo dục phi lợi nhuận.

## Tuổi thơ và sự nghiệp
Một cư dân trọn đời của Quận Guilford, North Carolina, Brandon tốt nghiệp trường trung học Nam Guilford, lớp 1993. Ông tiếp tục theo học Đại học Nông nghiệp và Kỹ thuật North Carolina (NC A&T), nơi ông học chuyên ngành khoa học chính trị.
Brandon là một nhà tư vấn chính trị theo nghề. Ông làm việc cho NGP Software, nhà cung cấp phần mềm chiến dịch và sau đó làm giám đốc tài chính quốc gia cho chiến dịch tranh cử tổng thống năm 2008 của Dennis Kucinich.

## Đời tư
Brandon là người đồng tính công khai.. Ông là thành viên LGBT công khai duy nhất của Đại hội đồng North Carolina trong nhiệm kỳ của mình.